# Raymond Bouillol
Raymond Bouillol, né le 8 avril 1917 à Lyon et mort le 1er décembre 1997 à La Côte-Saint-André (Isère), est un homme politique français.

## Détail des fonctions et des mandats
Mandat parlementaire
- 30 novembre 1958 - 9 octobre 1962 : Député de la 6e circonscription de l'Isère